# Zierkelbach Péter
Zierkelbach Péter (Pécs, 1988. január 18. –)  magyar labdarúgó-játékvezető.

## Pályafutása

### Labdarúgóként
2002–2006 között a PMFC utánpótláscsapataiban játszott. Csapattársa volt Szatmári Lóránd és Horváth Zsolt is.

### Játékvezetőként
2005-ben tette le a játékvezetői vizsgáját Baranya megyében. Megye III-ban a Mágocs-Magyarhertelend mérkőzésen debütált játékvezetőként. 2008/2009-es szezontól NB III-as játékvezető, míg 2014. szeptember 6-án vezethette első NB II-es mérkőzését (Zalaegerszeg – Szeged 2011).
Az élvonalban 2020. augusztus 23-án az Újpest – Budafok mérkőzésen mutatkozott be.
2025/2026-os szezontól a profi keret tagja.
NB I-es mérkőzések száma: (2025. június 30-ig) 31 mérkőzés